# Irma Prego
Irma Prego (Granada, Nicaragua, 8 de abril de 1933 - San José, Costa Rica, 11 de octubre de 2000) fue una escritora nicaragüense, referente de la narrativa centroamericana. En su obra aborda, a través de sus personajes, las cuestiones de la violencia estructural que padecen las mujeres y los mecanismos sociales que la reproducen. Reconocida en el 1984 con el Premio Juegos Florales de Quetzaltenango en la modalidad de cuento.

## Biografía
Nació en Granada (Nicaragua) en 1933, en 1953 se trasladó a vivir a Costa Rica. Viajó con frecuencia a Europa y Estados Unidos. En 1978 se dio a conocer como escritora en los Juegos Florales Centroamericanos de Guatemala.
Desde muy joven frecuentaba los círculos literarios, donde conoció a autores de la Generación de los 40 como Carlos Martínez Rivas, Ernesto Cardenal o Ernesto Mejía Sánchez. Fue amiga del escritor y crítico literaro José Coronel Urtecho quién, a su vez, prologó uno de sus libros. 
Se casó con Julio Suñol, periodista costarricense, y la casa de ambos fue lugar de acogida de poetas y escritores. Fue también miembro del Centro Nicaragüense de Escritores. Falleció el 11 de octubre de 2000 de un ataque al corazón.

## Obra
La literatura de Irma Prego, aunque poco conocida, es valorada por la crítica y objeto de estudio académico, además de formar parte de las compilaciones de narrativa centroamericana. Su estilo, catologado como inconfudible, se caracteriza por un tono humorístico, satírico e irónico y por una prosa precisa y realista.
Su obra comprende 35 cuentos y viñetas recopilados en dos colecciones. La primera colección, publicada en 1987, lleva por título el nombre del cuento que cierra la colección: Mensajes al más allá. La segunda colección contiene diez relatos incluido el titulado Agonice con elegancia que da nombre al compendio. Fue escrita en 1981 pero tardó trece años en ver la luz como consecuencia de la censura. Se trata de un monólogo en donde la protagonista se revela e indigna contra las leyes que favorecen los privilegios masculinos y los abusos sobre las mujeres, denunciando el aislamiento que facilita ambos. 
En su obra Prego aborda e ilustra a través de sus personajes las cuestiones de la violencia estructural, incluida la institucional, que padecen las mujeres y los mecanismos sociales que la reproducen. La antropóloga y escritora Milagros Palma en el capítulo dedicado a Irma Prego dentro de su libro La sátira en América Latina señala en relación con su literatura: 

En esta colección la escritora nicaragüense da una visión de la mecánica de la violencia sombólica y real que resulta de una serie de normas impuestas y de comportamientos sexuados orientados a mantener las relaciones de subordinación femenina y de dominación mascilina en los cuales la religión y la familia juegan un papel primordial.
Milgros Palma, 2008. Capítulo "La satira en Agonice con elegancia de Irma Prego".

Prego emplea la ironía, la hipérbole y lo grotesco para poner en evidencia como la sexualidad y el ámbito privado se constituyen en espacios reales y simbólicos de sometimiento de la mujer y de poder masculino interiorizado desde la infancia en el entorno familiar. De esta manera muestra los mecanismos de dominación y sometimiento naturalizados, pero construidos y reforzados socialmente. A través de sus personajes, que representan los arquetipos de niña, esposa, madre e, incluso, mujer divorciada, Prego configura una realidad que choca con el imaginario de la felicidad conyugal y de la mujer reina del hogar.

## Premios y reconocimientos
Su libro de cuentos Mensajes al más allá recibió en 1984 el premio Juegos Florales de Quetzaltenango, Guatemala. En 1992 su obra Agonice con elegancia fue objeto de una Mención honorífica en el certamen Una Palabra de la Universidad Nacional de Heredia, en Costa Rica. Su obra fue valorada por la crítica y forma parte de las compilaciones de narrativa centroamericana y su contenido y enfoque sobre la situación de las mujeres es objeto de estudios académicos.